# Tachymenis peruviana
Tachymenis peruviana là một loài rắn trong họ Rắn nước. Loài này được Wiegmann mô tả khoa học đầu tiên năm 1835.